# Estany de l'Isla
L'Estany de l'Isla est un lac d'Andorre situé dans la paroisse de Canillo à une altitude de 2 372 m. Il est l'un des nombreux lacs disséminés au sein de la vallée glaciaire d'Incles.

## Toponymie
Estany provient du latin stagnum (« étendue d'eau ») qui a également donné estanque en espagnol et « étang » en français,. Isla provient du latin insula qui signifie « île » et fait référence à l'île centrale du lac.

## Géographie

### Topographie et géologie
L'estany de l'Isla se trouve dans la paroisse de Canillo à l'extrême nord-est du pays. Il s'agit d'un lac de montagne, niché à une altitude de 2 372 m,, sur le versant nord-ouest de la vallée glaciaire d'Incles. Le pic de la Coume d'Enfer (Pic d'Anrodat dans la toponymie andorrane) s'élevant à une altitude de 2 730 m domine le lac au nord et matérialise la frontière franco-andorrane.
L'estany de l'Isla appartient à la chaîne axiale primaire des Pyrénées. Comme tout l'extrême nord-est andorran, le lac fait partie du massif d'Aston-Hospitalet, un dôme anticlinal s'étendant vers l'est sur une longueur d'environ 25 km dans le département de l'Ariège,. Celui-ci s'est formé par plissement au cours du Stéphanien dans le cadre de la phase tardi-hercynienne de l'orogenèse varisque. Ce massif est principalement constitué d'orthogneiss (gneiss formé par métamorphisme du granite),. On considère aujourd'hui que ce granite s'est formé au cours de phénomènes plutoniques intrusifs pendant l'Ordovicien comme soutenu par les datations à l'uranium-plomb.
| \| Estany de l'Isla \|                                |                                         |
| Estany de l'Isla sur la carte géologique de l'Andorre | Pic de la Coume d'Enfer dominant le lac |
| Estany de l'Isla                                      |                                         |

### Hydrographie
Sa superficie est de 2,4 ha. Il comporte en son sein une île. Le lac est situé dans la vallée d'Incles, ses eaux rejoignant le riu d'Incles par l'intermédiaire du riu de l'Estany de l'Isla puis du riu de Manegor.
| \| Estany de l'Isla \|                                                 |                                               |
| Estany de l'Isla sur la carte des bassins hydrographiques de l'Andorre | Riu d'Incles à l'entrée de la vallée d'Incles |
| Estany de l'Isla                                                       |                                               |

## Galerie

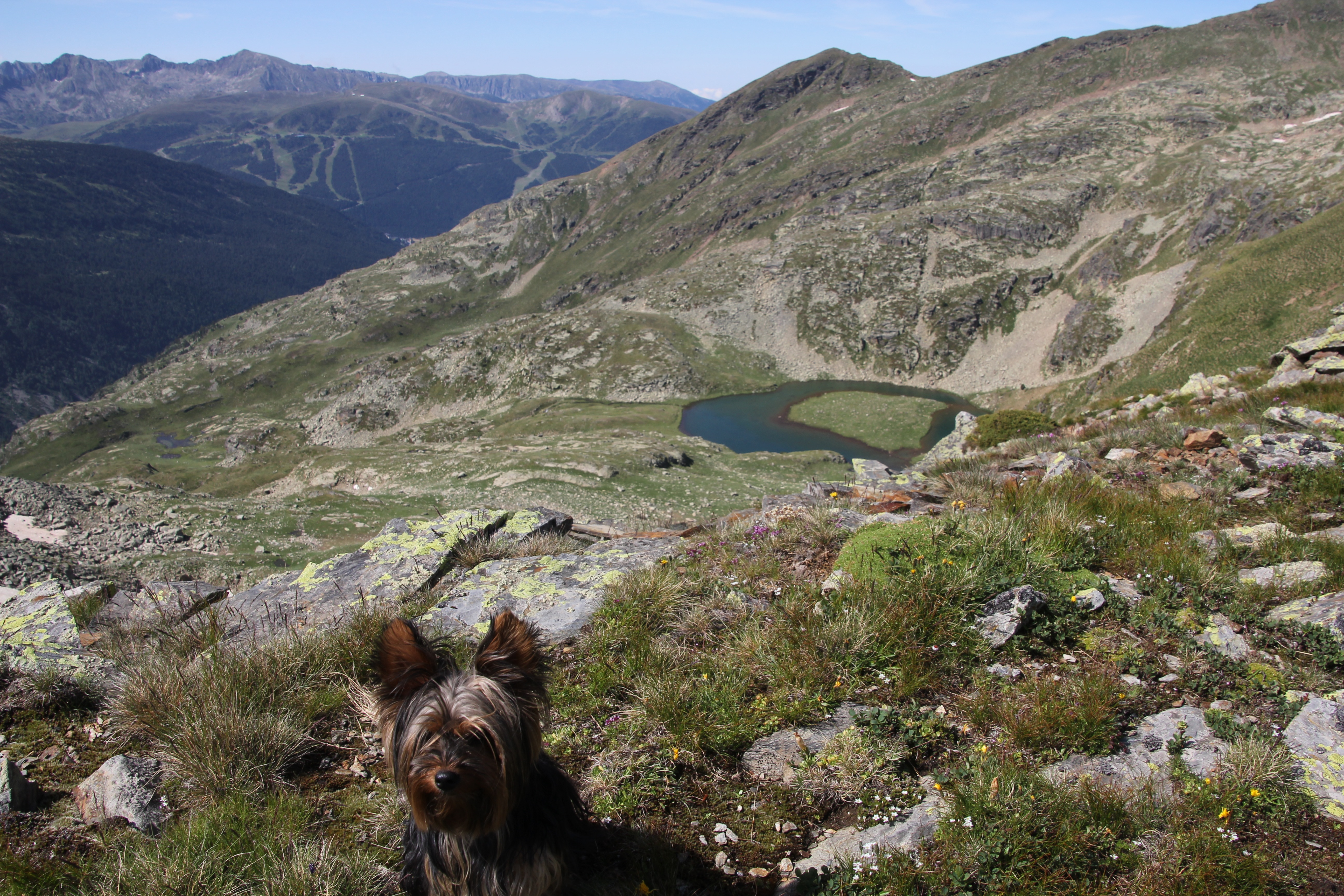
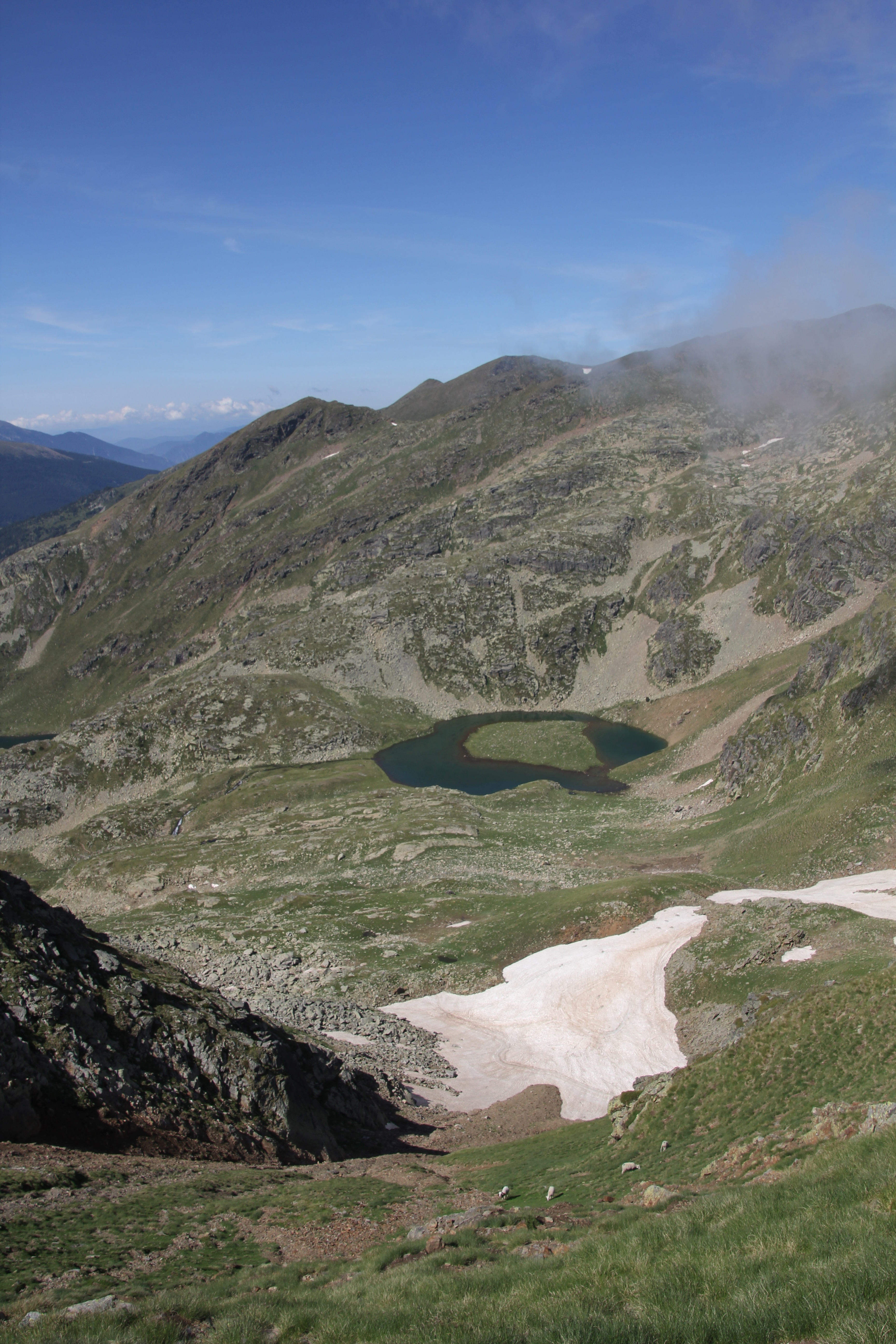
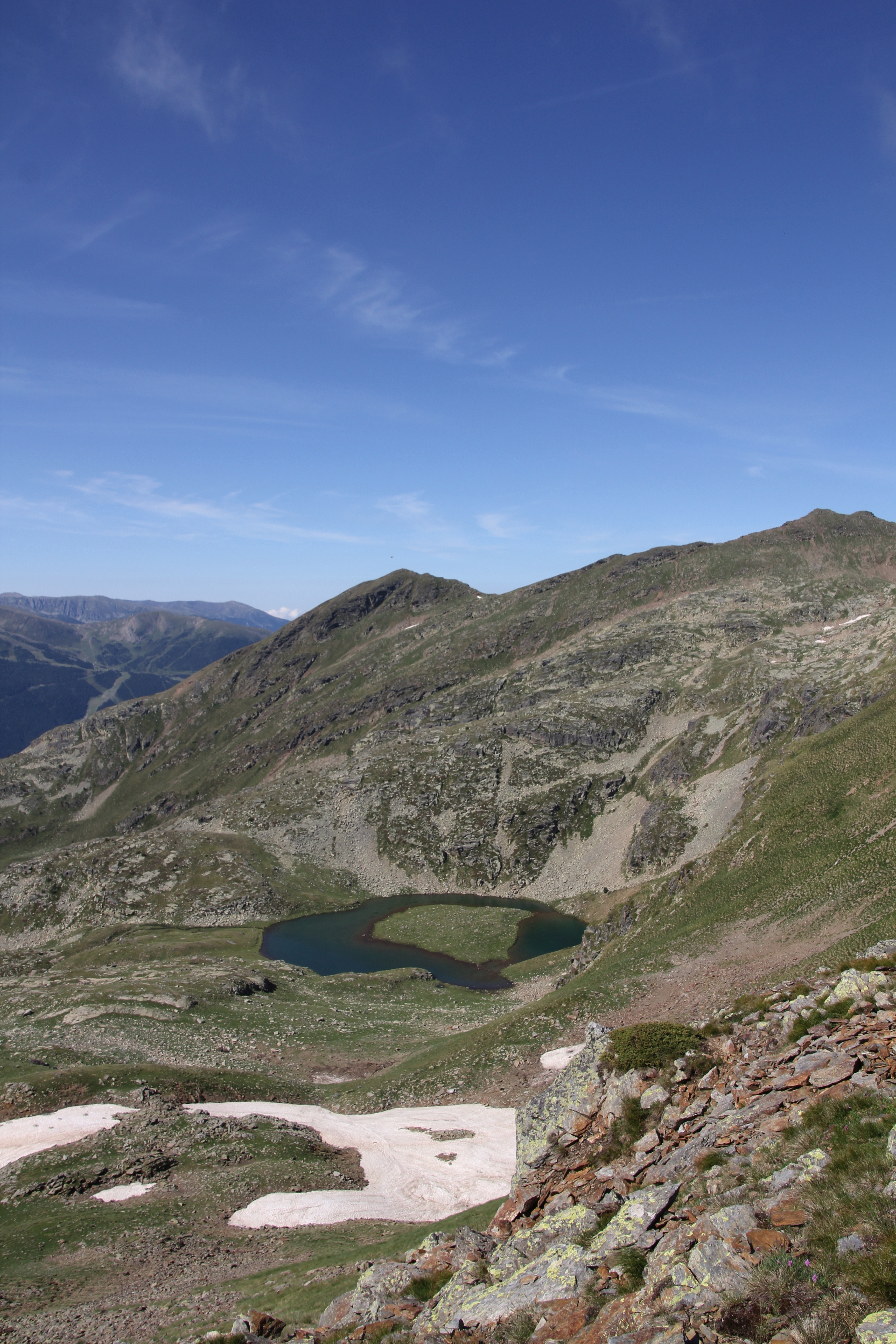